# Manuel Namora
Manuel Maria Melo Machado Cerejeira Namora (Porto, 12 febbraio 1998) è un calciatore portoghese, attaccante del Boavista.

## Carriera
Namora è cresciuto nelle giovanili di Porto, Boavista e Rio Ave. Nel 2017 è stato acquistato dal Braga che lo ha assegnato alla propria squadra B in Segunda Liga, dove ha debuttato il 23 agosto nell'incontro perso 2-1 contro il Penafiel. Nel gennaio del 2018 è passato in prestito al Gondomar e nell'agosto seguente ha fatto ritorno al Rio Ave a titolo definitivo. Inizialmente assegnato alla seconda squadra, ha debuttato in Primeira Liga il 15 gennaio 2021 nella partita pareggiata 1-1 contro lo Sporting Lisbona.
Al termine della stagione è stato acquistato dal Boavista dove ha tuttavia giocato con poca continuità. Nei due anni successivi ha giocato in prestito al Felgueiras 1932, al Leixões ed al Vianense prima di far ritorno al club bianconero nell'estate del 2024.

## Statistiche

### Presenze e reti nei club
Statistiche aggiornate al 20 gennaio 2025.’’
| Stagione        | Squadra         | Campionato      | Campionato | Campionato | Coppe nazionali | Coppe nazionali | Coppe nazionali | Coppe continentali | Coppe continentali | Coppe continentali | Altre coppe | Altre coppe | Altre coppe | Totale | Totale |
| Stagione        | Squadra         | Comp            | Pres       | Reti       | Comp            | Pres            | Reti            | Comp               | Pres               | Reti               | Comp        | Pres        | Reti        | Pres   | Reti   |
| --------------- | --------------- | --------------- | ---------- | ---------- | --------------- | --------------- | --------------- | ------------------ | ------------------ | ------------------ | ----------- | ----------- | ----------- | ------ | ------ |
| 2017-gen. 2018  | Braga B         | LdH             | 5          | 1          | -               | -               | -               | -                  | -                  | -                  | -           | -           | -           | 5      | 1      |
| gen.-giu. 2018  | Gondomar        | CdP             | 11         | 3          | CP              | 0               | 0               | -                  | -                  | -                  | -           | -           | -           | 11     | 3      |
| ago. 2018       | Braga B         | LdH             | 1          | 0          | -               | -               | -               | -                  | -                  | -                  | -           | -           | -           | 1      | 0      |
| 2020-2021       | Rio Ave B       | CdP             | 13         | 3          | -               | -               | -               | -                  | -                  | -                  | -           | -           | -           | 13     | 3      |
| 2020-2021       | Rio Ave         | PL              | 2          | 0          | CP+CdL          | 1+0             | 0               | -                  | -                  | -                  | -           | -           | -           | 3      | 0      |
| 2021-2022       | Boavista        | PL              | 2          | 0          | CP+CdL          | 0               | 0               | -                  | -                  | -                  | -           | -           | -           | 2      | 0      |
| 2022-2023       | Felgueiras 1932 | TL              | 13         | 2          | CP              | 0               | 0               | -                  | -                  | -                  | -           | -           | -           | 13     | 2      |
| 2023-gen. 2024  | Leixões         | LdH             | 1          | 0          | CP+CdL          | 1+1             | 0               | -                  | -                  | -                  | -           | -           | -           | 3      | 0      |
| gen.-giu. 2024  | Vianense        | TL              | 5          | 0          | CP              | 0               | -               | -                  | -                  | -                  | -           | -           | 5           | 0      |        |
| 2024-2025       | Boavista        | PL              | 4          | 0          | CP+CdL          | 0               | 0               | -                  | -                  | -                  | -           | -           | -           | 4      | 0      |
| Totale carriera | Totale carriera | Totale carriera | 56         | 9          |                 | 3               | 0               |                    | -                  | -                  |             | -           | -           | 59     | 9      |